# Институт славяноведения РАН
Институ́т славянове́дения Росси́йской акаде́мии нау́к (ИСл РАН) — научное учреждение, занимающееся комплексным изучением истории, культуры, литературы и языков славянских народов. Входит в состав Отделения историко-филологических наук РАН.

## История и сотрудники
Институт был основан в январе 1947 года. В его создании непосредственное участие принимали выдающиеся советские историки Б. Д. Греков и В. И. Пичета.
Переименования института:
- 1946—1968 — «Институт славяноведения Академии наук СССР»
- 1968—1991 — «Институт славяноведения и балканистики Академии наук СССР»
- 1991—1997 — «Институт славяноведения и балканистики Российской академии наук»
- с 1997 — «Институт славяноведения Российской академии наук»

В разные годы здесь работали академики С. П. Обнорский, М. Н. Тихомиров, Д. Ф. Марков, Ю. А. Писарев, Ю. В. Бромлей, Н. И. Толстой, Г. Г. Литаврин, В. Н. Топоров, Л. В. Милов, Вяч. Вс. Иванов, О. Н. Трубачёв, В. А. Дыбо, А. А. Зализняк; члены-корреспонденты Академии наук П. Н. Третьяков, З. В. Удальцова, В. К. Волков, Т. М. Николаева, Н. П. Гринцер, Ф. Б. Успенский; профессора С. Б. Бернштейн, В. Н. Виноградов и С. О. Шмидт.
В настоящее время директором Института является доктор исторических наук К. В. Никифоров. Здесь работают академики РАН А. А. Гиппиус и С. М. Толстая; член-корреспондент РАН Б. Н. Флоря; профессор РАН О. В. Хаванова.
По состоянию на 2021 год в институте трудились 172 человека, в том числе 159 научных сотрудников, из них 14 — по совместительству.

### Руководители института
Директора:
- 1947—1951 — акад. Б. Д. Греков
- 1951—1959 — член-корр. АН СССР П. Н. Третьяков
- 1960—1962 — д.и.н. И. И. Удальцов
- 1963—1968 — д.и.н. И. А. Хренов
- 1969—1987 — акад. Д. Ф. Марков
- 1987—2004 — член-корр. РАН В. К. Волков
- 2004—н. в. — д.и.н. К. В. Никифоров

## Структура
В состав института входят 22 научных подразделения:
- Археографическая комиссия
- Отдел восточного славянства
- Отдел истории культуры славянских народов
- Отдел истории славянских народов периода мировых войн
- Отдел истории славянских народов Центральной Европы в Новое время
- Отдел истории славянских народов Юго-Восточной Европы в Новое время
- Отдел истории Средних веков
- Отдел славянского языкознания
- Отдел современной истории и социально-политических проблем стран Центральной и Юго-Восточной Европы
- Отдел типологии и сравнительного языкознания
- Отдел этнолингвистики и фольклора
- Центр «Россия и славянские народы в истории науки и общественной мысли»
- Центр ареальной лингвистики
- Центр балто-славянских исследований
- Центр истории славянских литератур
- Центр лингвокультурных исследований BALCANICA
- Центр по изучению истории сталинизма в Восточной Европе
- Центр по изучению современного балканского кризиса
- Центр по изучению современных литератур Центральной и Юго-Восточной Европы
- Центр славяно-германских исследований
- Центр славяно-иудаистических исследований

## Периодические издания
С 1965 года Институтом издаётся журнал «Славяноведение» — периодическое научное издание, посвящённое истории, культуре, литературе и языкам славянских народов.
С 2012 года Институт издаёт международный рецензируемый журнал открытого доступа «Slověne = Словѣне», посвящённый разнообразным аспектам славянской филологии и сопредельным ей областям.
Другие периодические и серийные издания, связанные с Институтом:
- «Славянский мир в третьем тысячелетии» (с 2006, ежегодник)
- «Археографический ежегодник» (с 1957)
- «Общеславянский лингвистический атлас»
- «Хазарский альманах»
- «Библиотека Института славяноведения РАН»
- «Белоруссия и Украина: история и культура»
- «Исследования по славянской диалектологии»

Институт принимает активное участие в ежегодном проведении в стране Дня славянской письменности и культуры, выступая организатором ежегодной международной научной конференции «Славянский мир: общность и многообразие», других, связанных с этим днём, конференций и круглых столов.